# Lijst van steden met tramlijnen in het Verenigd Koninkrijk
Hieronder volgt een lijst van steden waar elektrische trams rijden in het Verenigd Koninkrijk. Van de vele trambedrijven die er vroeger geweest zijn, is slechts één bedrijf overgebleven, dat van Blackpool. Sinds 1992 zijn er zes nieuwe trambedrijven geopend.
- Birmingham - Wolverhampton
  - Birmingham Corporation Tramways (1904-1953)
  - West Midlands Metro (*1999)
- Blackpool → Blackpool Tramway (*1885)
- Edinburgh → Tram van Edinburgh (*2014)
- Londen → Tramlink (*2000)
- Manchester → Metrolink (*1992)
- Nottingham → Nottingham Express Transit (*2004)
- Sheffield → Sheffield Supertram (*1994)

België ·
Canada ·
Duitsland ·
Frankrijk ·
Japan ·
Nederland ·
Oekraïne ·
Oostenrijk ·
Polen ·
Roemenië ·
Rusland ·
Verenigd Koninkrijk ·
Verenigde Staten ·
Zwitserland